# Mergulhão-americano-ocidental
O mergulhão-americano-ocidental ou mergulhão-de-cara-preta (Aechmophorus occidentalis) é uma espécie de mergulhão de porte médio, encontrado na América do Norte.
É facilmente confundido com o mergulhão-de-clark, que compartilha características semelhantes, incluindo o tamanho corporal, o comportamento e o habitat. São conhecidos casos de hibridação.

## Conservação
Esta espécie não se encontra actualmente ameaçada.